# Nesomyrmex karooensis
Nesomyrmex karooensis (лат.) — вид мелких муравьёв рода Nesomyrmex (Formicidae) из подсемейства Myrmicinae. Видовое название использовано для обозначения того факта, что типовая серия этого вида была собрана в засушливом регионе Karoo.

## Распространение
Африка (ЮАР).

## Описание
Мелкие муравьи (длина около 3 мм), похожие на представителей рода Leptothorax. Отличаются от близких видов (Nesomyrmex cederbergensis, Nesomyrmex koebergensis, Nesomyrmex njengelanga и Nesomyrmex inye) угловатым спереди и сзади узелком петиоля и плоским его дозумом, одноцветной желтовато-коричневой окраской.
Усики 12-члениковые с булавой из 3 сегментов. Жвалы с 5 зубцами. Проподеум угловатый, с парой коротких шипиков. Стебелёк между грудкой и брюшком состоит из двух члеников: петиолюса и постпетиолюса (последний четко отделен от брюшка), жало развито.

## Систематика
Включён в видовую группу Nesomyrmex simoni (Formicoxenini, или Crematogastrini), для которой характерна выпуклая округлая передняя часть клипеуса, без мелкого срединного треугольного выступа; отсутствие лобных валиков; редуцированные шипики проподеума; петиоль и постпетиоль без латеральных шипиков; гнездятся в земле. Вид был впервые описан в 2008 году южно-африканскими энтомологами Нокутула Мбаняна (Nokuthula Mbanyana) и Хэмишем Робертсоном (Hamish G. Robertson; Natural History Collections Department, Южноафриканский изико-музей, Кейптаун, ЮАР) по материалам из Южной Африки.